# Cavisternum ledereri
Espèce
Cavisternum ledereri est une espèce d'araignées aranéomorphes de la famille des Oonopidae.

## Distribution
Cette espèce est endémique du Queensland en Australie. Elle se rencontre à Thatch Creek.

## Description
Le mâle holotype mesure 1,11 mm et la femelle paratype 1,17 mm.

## Étymologie
Cette espèce est nommée en l'honneur de Zachary Lederer.

## Publication originale
- Baehr, Harvey & Smith, 2010 : The goblin spiders of the new endemic Australian genus Cavisternum  (Araneae: Oonopidae). American Museum Novitates, no 3684, p. 1-40 (texte intégral).